# Ернст Август II (Саксония-Ваймар-Айзенах)
Ернст Август II Константин фон Саксония-Ваймар-Айзенах (на немски: Ernst August II Konstantin von Sachsen-Weimar-Eisenach; * 2 юни 1737, Ваймар; † 28 май 1758, Ваймар) от Ернестинските Ветини, е от 1748 до 1758 г. херцог на Саксония-Ваймар и Саксония-Айзенах.

## Живот
Той е единственият син на херцог Ернст Август I фон Саксония-Ваймар-Айзенах (1688 – 1748) и втората му съпруга София Шарлота (1713 – 1747), дъщеря на маркграф Георг Фридрих Карл фон Бранденбург-Байройт.
След смъртта на баща му през 1748 г. регентството поема първо херцог Фридрих III фон Саксония-Гота-Алтенбург. Ернст Август II отива в двора му в Гота и получава добро възпитание. От 1748 г. в регентсвото участва също и херцог Франц Йосиас фон Саксония-Кобург-Заалфелд. От 1755 г. Ернст Август II Константин управлява сам.
Ернст Август II Константин се жени в Брауншвайг на 16 март 1756 г. за Анна Амалия фон Брауншвайг-Волфенбютел (1739 – 1807) от фамилията Велфи, дъщеря на херцог Карл I фон Брауншвайг-Волфенбютел и Филипина Шарлота Пруска, дъщеря на крал Фридрих Вилхелм I в Прусия.
Той умира малко преди да навърши 21 години. След смъртта му бременната му вдовица Анна Амалия фон Брауншвайг-Волфенбютел и нейният баща поемат опекунството над синовете им, според завещанието му.
- Херцог Ернст Август II фон Саксония-Ваймар-Айзенах
- Херцогиня Анна Амалия фон Саксония-Ваймар и Айзенах, картина от Йохан Фридрих Август Тишбайн, 1795

## Деца
Ернст Август II и Анна Амалия имат двама сина:
- Карл Август (1757 – 1828), женен на 3 октомври 1775 г. за принцеса Луиза фон Хесен-Дармщат (1757 – 1830)
- Фридрих Фердинанд Константин (1758 – 1793)